# Bold
Bold é uma marca de sabão em pó de propriedade da Procter & Gamble.
Foi lançado em 1974 como primeiro detergente biológico de baixo custo do Reino Unido. Em 1982 foi relançado no país como sabão em pó combinado com amaciante, e tem sido um produto popular desde então.